# Spilopera lepta
Spilopera lepta là một loài bướm đêm trong họ Geometridae.